# Jaxea nocturna
Jaxea nocturna is een tienpotigensoort uit de familie van de Laomediidae. De wetenschappelijke naam van de soort is voor het eerst geldig gepubliceerd in 1847 door Nardo.